# 克龙贝格尔·莉莉
克龙贝格尔·莉莉（匈牙利語：Kronberger Lily，1890年11月12日—1974年5月21日），匈牙利前女子花样滑冰运动员。她曾代表匈牙利参加世界花样滑冰锦标赛，获得四枚金牌和二枚铜牌。